# Tan Jian
Tan Jian (chinesisch 譚 建 / 谭 建, Pinyin Tán Jiàn; * 20. Januar 1988) ist eine chinesische Diskuswerferin.
2006 wurde sie asiatische Juniorenmeisterin und gewann Bronze bei den Juniorenweltmeisterschaften in Peking.
2011 wurde sie bei den Weltmeisterschaften in Daegu Sechste.
Bei den Olympischen Spielen 2012 in London gelang ihr in der ersten Runde kein gültiger Versuch.
2013 wurde sie bei den Weltmeisterschaften in Moskau erneut Sechste, und 2014 holte sie Bronze bei den Asienspielen in Incheon. 2015 gewann sie Bronze bei den Asienmeisterschaften in Wuhan und schied bei den Weltmeisterschaften in Peking in der Qualifikation aus.
Ihre persönliche Bestleistung von 64,45 m stellte sie am 12. Mai 2012 in Wiesbaden auf.